# 조지 홀
조지 홀(George Hall, 1916년 11월 19일 ~ 2002년 10월 21일)은 미국의 배우, 영화배우, 텔레비전 배우이다.
토론토에서 태어났다.

## 방송
- 영 인디아나 존스

## 영화
- 마이 브라더 (2006년)
- 빅 대디 (1999년)
- 미세스 브라운 (1997년)
- 삼손과 데릴라 (1996년)
- 적과 흑 (1993년)
- 영 인디아나 존스 (1992년) - 닥터 헨리 인디아나 존스 주니어 역
- 신데렐라 (1957년)